# Liste des anciennes communes du Val-d'Oise
Depuis la Révolution française, plusieurs communes du Val-d'Oise ont subi des modifications de périmètre territorial — par le biais de fusions ou de démembrements — ou le passage d'un hameau d'une commune à une autre ou bien des changements de nom, que la liste s’attache à présenter.

## Contexte
Alors que les communes d’Ancien Régime sont supprimées par les décrets du 4 août 1789 de l’Assemblée constituante, une nouvelle forme communale émerge en France avec le décret législatif du 14 décembre 1789 concernant la constitution des municipalités. Le Législateur révolutionnaire, dans une logique de rationalisation, souhaite uniformiser les dénominations des plus petites structures d’administration territoriale. C’est sous la Convention, par un décret du 10 brumaire an II, que le terme « commune » est harmonisé à tous les anciens bourgs, villes, paroisses ou communautés.
Le département du Val-d'Oise a été créé le 1er janvier 1968, en application de la loi du 10 juillet 1964 portant réorganisation de la région parisienne. Le département est issu du démembrement de l'ancien département de Seine-et-Oise et incorpore 185 communes de ce dernier. La liste ci-dessous comprend donc les modifications effectuées sur les communes du département, basées sur son périmètre actuel. Ces modifications peuvent être antérieures à sa création et elles commencent à partir de 1790. Aujourd'hui, le département dénombre 183 communes (au 1er janvier 2025).

## Transformations par type

### Fusion
| Commune créée     | Communes supprimées        | Régime                                     | Décision                                                                       | Date d’effet                                                                   |
| ----------------- | -------------------------- | ------------------------------------------ | ------------------------------------------------------------------------------ | ------------------------------------------------------------------------------ |
| Commeny           | Commeny                    | Commune nouvelle (SANS communes déléguées) | Arrêté préfectoral du 13 juillet 2023                                          | 1er janvier 2024                                                               |
| Commeny           | Gouzangrez                 | Commune nouvelle (SANS communes déléguées) | Arrêté préfectoral du 13 juillet 2023                                          | 1er janvier 2024                                                               |
| Avernes           | Avernes                    | Commune nouvelle (SANS communes déléguées) | Arrêté préfectoral du 25 septembre 2017                                        | 1er janvier 2018                                                               |
| Avernes           | Gadancourt                 | Commune nouvelle (SANS communes déléguées) | Arrêté préfectoral du 25 septembre 2017                                        | 1er janvier 2018                                                               |
| Magny-en-Vexin    | Magny-en-Vexin             | Fusion simple                              | Arrêté préfectoral du 30 novembre 1967                                         | 21 décembre 1967                                                               |
| Magny-en-Vexin    | Arthieul                   | Fusion simple                              | Arrêté préfectoral du 30 novembre 1967                                         | 21 décembre 1967                                                               |
| Magny-en-Vexin    | Magny-en-Vexin             | Fusion simple                              | Arrêté préfectoral du 15 juillet 1964                                          | 9 janvier 1965                                                                 |
| Magny-en-Vexin    | Blamécourt                 | Fusion simple                              | Arrêté préfectoral du 15 juillet 1964                                          | 9 janvier 1965                                                                 |
| Arthieul          | Arthieul                   | Fusion simple                              | Décret du 18 novembre 1863                                                     | Décret du 18 novembre 1863                                                     |
| Arthieul          | Vélanne                    | Fusion simple                              | Décret du 18 novembre 1863                                                     | Décret du 18 novembre 1863                                                     |
| Blamécourt        | Blamécourt                 | Fusion simple                              | Décret du 18 novembre 1863                                                     | Décret du 18 novembre 1863                                                     |
| Blamécourt        | Vélanne                    | Fusion simple                              | Décret du 18 novembre 1863                                                     | Décret du 18 novembre 1863                                                     |
| Vallangoujard     | Vallangoujard              | Fusion simple                              | Loi du 22 juillet 1843                                                         | Loi du 22 juillet 1843                                                         |
| Vallangoujard     | Les Mézières               | Fusion simple                              | Loi du 22 juillet 1843                                                         | Loi du 22 juillet 1843                                                         |
| Génicourt         | Génicourt                  | Fusion simple                              | Ordonnance du 24 juin 1840                                                     | Ordonnance du 24 juin 1840                                                     |
| Génicourt         | Gérocourt                  | Fusion simple                              | Ordonnance du 24 juin 1840                                                     | Ordonnance du 24 juin 1840                                                     |
| Nesles            | Nesles                     | Fusion simple                              | Ordonnance du 30 août 1838                                                     | Ordonnance du 30 août 1838                                                     |
| Nesles            | Fontenelles                | Fusion simple                              | Ordonnance du 30 août 1838                                                     | Ordonnance du 30 août 1838                                                     |
| Ableiges          | Ableiges                   | Fusion simple                              | Ordonnance du 8 janvier 1834                                                   | Ordonnance du 8 janvier 1834                                                   |
| Ableiges          | La Villeneuve-Saint-Martin | Fusion simple                              | Ordonnance du 8 janvier 1834                                                   | Ordonnance du 8 janvier 1834                                                   |
| Courcelles        | Courcelles                 | Fusion simple                              | Ordonnance du 8 janvier 1834                                                   | Ordonnance du 8 janvier 1834                                                   |
| Courcelles        | La Villeneuve-Saint-Martin | Fusion simple                              | Ordonnance du 8 janvier 1834                                                   | Ordonnance du 8 janvier 1834                                                   |
| Saint-Leu-Taverny | Saint-Leu                  | Fusion simple                              | Décret du 19 juillet 1806                                                      | Décret du 19 juillet 1806                                                      |
| Saint-Leu-Taverny | Taverny                    | Fusion simple                              | Décret du 19 juillet 1806                                                      | Décret du 19 juillet 1806                                                      |
| Amenucourt        | Amenucourt                 | Fusion simple                              | Fusion effectuée le 17 fructidor an VI, (Fusion effectuée le 3 septembre 1798) | Fusion effectuée le 17 fructidor an VI, (Fusion effectuée le 3 septembre 1798) |
| Amenucourt        | Frocourt                   | Fusion simple                              | Fusion effectuée le 17 fructidor an VI, (Fusion effectuée le 3 septembre 1798) | Fusion effectuée le 17 fructidor an VI, (Fusion effectuée le 3 septembre 1798) |
| Bray-et-Lû        | Bray                       | Fusion simple                              | Fusion effectuée entre 1790 et 1794                                            | Fusion effectuée entre 1790 et 1794                                            |
| Bray-et-Lû        | Lû                         | Fusion simple                              | Fusion effectuée entre 1790 et 1794                                            | Fusion effectuée entre 1790 et 1794                                            |
| Chars             | Chars                      | Fusion simple                              | Fusion effectuée entre 1790 et 1794                                            | Fusion effectuée entre 1790 et 1794                                            |
| Chars             | Bercagny                   | Fusion simple                              | Fusion effectuée entre 1790 et 1794                                            | Fusion effectuée entre 1790 et 1794                                            |
| Haravilliers      | Haravilliers               | Fusion simple                              | Fusion effectuée entre 1790 et 1794                                            | Fusion effectuée entre 1790 et 1794                                            |
| Haravilliers      | Le Ruel                    | Fusion simple                              | Fusion effectuée entre 1790 et 1794                                            | Fusion effectuée entre 1790 et 1794                                            |
| L'Isle-Adam       | L'Isle-Adam                | Fusion simple                              | Fusion effectuée entre 1790 et 1794                                            | Fusion effectuée entre 1790 et 1794                                            |
| L'Isle-Adam       | Stors                      | Fusion simple                              | Fusion effectuée entre 1790 et 1794                                            | Fusion effectuée entre 1790 et 1794                                            |
| Montreuil         | Montreuil                  | Fusion simple                              | Fusion effectuée entre 1790 et 1794                                            | Fusion effectuée entre 1790 et 1794                                            |
| Montreuil         | Cépières                   | Fusion simple                              | Fusion effectuée entre 1790 et 1794                                            | Fusion effectuée entre 1790 et 1794                                            |
| Vélanne           | Vélannes-la-Ville          | Fusion simple                              | Fusion effectuée entre 1790 et 1794                                            | Fusion effectuée entre 1790 et 1794                                            |
| Vélanne           | Vélannes-le-Bois           | Fusion simple                              | Fusion effectuée entre 1790 et 1794                                            | Fusion effectuée entre 1790 et 1794                                            |

### Création et suppression
| Nom               | Commune affectée        | Mode de création            | Décision                              | Date d’effet               |
| ----------------- | ----------------------- | --------------------------- | ------------------------------------- | -------------------------- |
| Butry-sur-Oise    | Auvers-sur-Oise         | Démembrement                | Arrêté préfectoral du 3 juillet 1948  | 1er août 1948              |
| Beauchamp         | Montigny-lès-Cormeilles | Démembrement                | Loi du 30 mars 1922                   | 3 avril 1922               |
| Beauchamp         | Pierrelaye              | Démembrement                | Loi du 30 mars 1922                   | 3 avril 1922               |
| Beauchamp         | Taverny                 | Démembrement                | Loi du 30 mars 1922                   | 3 avril 1922               |
| Neuville          | Éragny                  | Démembrement                | Décret du 23 février 1869             | Décret du 23 février 1869  |
| Nerville          | Presles                 | Démembrement                | Décret du 9 septembre 1863            | Décret du 9 septembre 1863 |
| Enghien-les-Bains | Montmorency             | Démembrement                | Loi du 7 août 1850                    |                            |
| Enghien-les-Bains | Soisy-sous-Montmorency  | Démembrement                | Loi du 7 août 1850                    |                            |
| Enghien-les-Bains | Saint-Gratien           | Démembrement                | Loi du 7 août 1850                    |                            |
| Enghien-les-Bains | Épinay                  | Démembrement                | Loi du 7 août 1850                    |                            |
| Taverny           | Saint-Leu-Taverny       | Démembrement et suppression | Arrêté préfectoral du 25 janvier 1821 |                            |
| Saint-Leu-Taverny | Saint-Leu-Taverny       | Démembrement et suppression | Arrêté préfectoral du 25 janvier 1821 |                            |

### Modification du nom officiel
| Nom                    | Ancien nom             | Décision                                | Date d’effet                            |
| ---------------------- | ---------------------- | --------------------------------------- | --------------------------------------- |
| Herblay-sur-Seine      | Herblay                | Décret du 5 novembre 2018               | 8 novembre 2018                         |
| Hérouville-en-Vexin    | Hérouville             | Décret du 22 décembre 2017              | 25 décembre 2017                        |
| Arnouville             | Arnouville-lès-Gonesse | Décret du 8 juillet 2010                | 11 juillet 2010                         |
| Guiry-en-Vexin         | Guiry                  | Décret du 26 février 1958               | 2 mars 1958                             |
| Deuil-la-Barre         | Deuil                  | Décret du 3 décembre 1952               | 7 décembre 1952                         |
| Baillet-en-France      | Baillet                | Décret du 22 août 1950                  | 28 août 1950                            |
| Nerville-la-Forêt      | Nerville               | Décret du 3 février 1950                | 8 février 1950                          |
| Belloy-en-France       | Belloy                 | Décret du 16 février 1949               | 19 février 1949                         |
| Maudétour-en-Vexin     | Maudétour              | Décret du 6 décembre 1948               | 10 décembre 1948                        |
| Puiseux-en-France      | Puiseux-lès-Louvres    | Décret du 17 avril 1947                 | 19 avril 1947                           |
| Garges-lès-Gonesse     | Garges                 | Décret du 26 février 1941               | 12 mars 1941                            |
| Béthemont-la-Forêt     | Béthemont              | Décret du 10 novembre 1937              | 30 novembre 1937                        |
| La Frette-sur-Seine    | La Frette              | Décret du 21 janvier 1930               | 4 avril 1930                            |
| Jagny-sous-Bois        | Jagny                  | Décret du 26 juin 1922                  |                                         |
| Villaines-sous-Bois    | Villaines              | Décret du 26 juin 1922                  |                                         |
| Bernes-sur-Oise        | Bernes                 | Décret du 9 mai 1922                    | 25 mai 1922                             |
| Neuville-sur-Oise      | Neuville               | Décret du 16 décembre 1915              | 23 décembre 1915                        |
| Champagne-sur-Oise     | Champagne              | Décret du 14 octobre 1915               | 24 octobre 1915                         |
| Saint-Leu-la-Forêt     | Saint-Leu-Taverny      | Décret du 14 octobre 1915               | 24 octobre 1915                         |
| Fontenay-en-Parisis    | Fontenay-lès-Louvres   | Décret du 25 novembre 1904              | 5 décembre 1904                         |
| Roissy-en-France       | Roissy                 | Décret du 2 juillet 1903                | 12 juillet 1903                         |
| Le Bellay-en-Vexin     | Le Bellay              | Décret du 13 août 1902                  | 25 août 1902                            |
| Bruyères-sur-Oise      | Bruyères               | Décret du 20 novembre 1895              | Décret du 20 novembre 1895              |
| Parmain                | Jouy-le-Comte          | Décret du 5 janvier 1893                | Décret du 5 janvier 1893                |
| Cléry-en-Vexin         | Cléry                  | Décret du 17 décembre 1890              | Décret du 17 décembre 1890              |
| Us                     | Ws                     | Décret du 3 août 1885                   | Décret du 3 août 1885                   |
| Châtenay-en-France     | Châtenay               | Décret du 20 novembre 1884              | Décret du 20 novembre 1884              |
| Neuilly-en-Vexin       | Neuilly-Marines        | Décret du 2 décembre 1880               | Décret du 2 décembre 1880               |
| Saint-Leu-Taverny      | Napoléon-Saint-Leu     | Décret du 23 juin 1880,                 | Décret du 23 juin 1880,                 |
| Grisy-les-Plâtres      | Grisy                  | Décret du 22 décembre 1869              | Décret du 22 décembre 1869              |
| Nesles-la-Vallée       | Nesles                 | Décision municipal du 16 décembre 1869, | Décision municipal du 16 décembre 1869, |
| Napoléon-Saint-Leu     | Saint-Leu-Taverny      | Décret du 10 juin 1852                  | Décret du 10 juin 1852                  |
| Arnouville-lès-Gonesse | Arnouville             | Ordonnance du 25 mai 1843               | Ordonnance du 25 mai 1843               |
| Auvers-sur-Oise        | Auvers                 | Ordonnance du 25 mai 1843               | Ordonnance du 25 mai 1843               |
| Montmorency            | Enghien                | Ordonnance du 27 novembre 1832          | Ordonnance du 27 novembre 1832          |
| Enghien                | Montmorency            | Ordonnance du 24 janvier 1815           | Ordonnance du 24 janvier 1815           |
| Montmorency            | Émile                  | Décret du 23 novembre 1813              | Décret du 23 novembre 1813              |

### Modifications de limites communales
| La commune de ...                    | ... cède du territoire à la commune de ... | Précisions                                                                       | Décision                                                       |
| ------------------------------------ | ------------------------------------------ | -------------------------------------------------------------------------------- | -------------------------------------------------------------- |
| Cergy                                | Courdimanche                               | 62 habitants Superficie de 10 ha 52 a 69 ca                                      | Décret du 4 décembre 2001                                      |
| Courdimanche                         | Cergy                                      | Superficie de 8 ha 07 a 11 ca                                                    | Décret du 4 décembre 2001                                      |
| Pontoise                             | Saint-Ouen-l'Aumône                        | Superficie de 27 a 18 ca                                                         | Décret du 26 mars 2001                                         |
| Ennery                               | Pontoise                                   | 18 habitants Superficie de 3 ha 33 a 55 ca                                       | Décret du 30 juin 1992                                         |
| Jouy-le-Moutier                      | Vauréal                                    | 328 habitants                                                                    | Arrêté préfectoral du 21 septembre 1990                        |
| Saint-Leu-la-Forêt                   | Le Plessis-Bouchard                        | 9 habitants                                                                      | Décret du 31 août 1984                                         |
| Pontoise                             | Cergy                                      | 1 654 habitants                                                                  | Arrêtés préfectoraux du 21 décembre 1983 et du 11 janvier 1985 |
| Le Thillay                           | Goussainville                              | Superficie de 91 a 10 ca                                                         | Décret du 2 avril 1980                                         |
| Goussainville                        | Le Thillay                                 | Superficie de 86 a 37 ca                                                         | Décret du 2 avril 1980                                         |
| Goussainville                        | Fontenay-en-Parisis                        | Superficie de 10 ha 59 a 48 ca                                                   | Décret du 8 août 1979                                          |
| Fontenay-en-Parisis                  | Goussainville                              | Superficie de 10 ha 59 a 48 ca                                                   | Décret du 8 août 1979                                          |
| Goussainville                        | Fontenay-en-Parisis                        |                                                                                  | Décret du 22 mai 1970                                          |
| Fontenay-en-Parisis                  | Goussainville                              | 100 habitants                                                                    | Décret du 22 mai 1970                                          |
| Haravilliers Berville                | Berville Haravilliers                      |                                                                                  | Arrêté préfectoral du 8 septembre 1965                         |
| Ableiges                             | Us                                         | Hameau de Bouard 45 habitants                                                    | Décret du 18 novembre 1963                                     |
| Sarcelles                            | Garges-lès-Gonesse                         | 85 habitants Superficie de 4 ha 22 a                                             | Décret du 21 octobre 1963                                      |
| Garges-lès-Gonesse                   | Sarcelles                                  | Superficie de 10 ha 12 a                                                         | Décret du 21 octobre 1963                                      |
| Beaumont-sur-Oise                    | Nointel                                    | 6 habitants                                                                      | Arrêté préfectoral du 13 février 1963                          |
| Bezons                               | Sartrouville (78)                          | Lieu-dit le Haut-des-Vignes Superficie de 45 a 25 ca                             | Décret du 17 avril 1961                                        |
| Sartrouville (78)                    | Bezons                                     | Lieux-dits les Tartres et les Vallées 248 habitants Superficie de 51 a 28 ca     | Décret du 17 avril 1961                                        |
| Gonesse                              | Le Thillay                                 | Lieux-dits de Val-Daniel et des Trois-Fontaines Superficie de 9 ha 18 a 45 ca    | Arrêté préfectoral du 29 février 1960                          |
| Le Thillay                           | Gonesse                                    | Lieu-dit de Val-le-Roy Superficie de 9 ha 11 a                                   | Arrêté préfectoral du 29 février 1960                          |
| Fontenay-en-Parisis                  | Goussainville                              | Lotissement de la Grange-des-Noues 308 habitants                                 | Décret du 19 février 1959                                      |
| Louvres                              | Goussainville                              | Lotissement de la Grange-des-Noues 159 habitants                                 | Décret du 19 février 1959                                      |
| Goussainville                        | Louvres                                    | Lieu-dit la Justice                                                              | Décret du 19 février 1959                                      |
| Margency Andilly                     | Andilly Margency                           |                                                                                  | Arrêté préfectoral du 28 février 1953                          |
| Pontoise Cergy                       | Cergy Pontoise                             |                                                                                  | Arrêté préfectoral du 12 juin 1952                             |
| Courdimanche                         | Boisemont                                  | Hameau de Montrouge                                                              | Décret du 21 mars 1951                                         |
| Montigny-lès-Cormeilles              | La Frette-sur-Seine                        | Ouest de la R.N. 192                                                             | Décret du 8 décembre 1950                                      |
| Goussainville                        | Le Thillay                                 | Lotissement de Ma Campagne                                                       | Arrêté préfectoral du 1er mars 1949                            |
| Argenteuil Sartrouville (78)         | Bezons                                     | Lotissement les Vallées                                                          | Décret du 22 septembre 1948                                    |
| Épinay-sur-Seine (93) Deuil-la-Barre | Deuil-la-Barre Épinay-sur-Seine (93)       | Limite constituée par le nouveau tracé de l'axe de grande communication n°23 bis | Décret du 13 juillet 1930                                      |
| Enghien Deuil Montmorency            | Deuil Montmorency Enghien                  |                                                                                  | Loi du 20 janvier 1864                                         |
| Groslay Montmorency                  | Montmorency Groslay                        |                                                                                  | Loi du 3 juillet 1861                                          |
| Frouville                            | Hédouville                                 | Hameau de Hadon                                                                  | Loi du 19 mai 1859                                             |
| Bornel (60) Frouville                | Frouville Bornel (60)                      |                                                                                  | Loi du 18 mai 1858                                             |
| Serans (60) Blamecourt               | Blamecourt Serans (60)                     | Limite fixée par le chemin perdu de Saint-Gervais à Serans                       | Décret impérial du 25 germinal an 13 (15 avril 1805)           |
| Vemars Moussy-le-Neuf (77)           | Moussy-le-Neuf (77) Vemars                 | Limite fixée au chemin de Choisy à Vemars                                        | Arrêté du 23 germinal an 11 (13 avril 1803)                    |